# 纳迪姆·阿米里
納迪姆·阿米里（德語：Nadiem Amiri，1996年10月27日—），是一名阿富汗裔德國職業足球員，現效力於德甲球會緬恩斯。司職進攻中場。

## 球會生涯
2012年，阿米里由瓦德霍夫曼海姆轉會至德甲球會賀芬咸的青年軍。2015年2月7日，他在對陣沃尔夫斯堡的聯賽中，首次為球隊上陣，並打滿全場比賽，但球隊作客以3比0落敗。

## 个人
阿米里於德國路德维希港出生，父母為阿富汗人。他的兩名兄弟皆為足球員。

## 榮譽

### 國家隊
德國
- U21歐洲國家盃冠軍：2017年

## 外部連結
- fussballdaten.de：Nadiem Amiri之統計數據 （德文）